# María Antonia de Salcedo y Chávarri
María Antonia de Salcedo y Chávarri (Pamplona, marzo de 1664-Madrid,15 de julio de 1737). I Marquesa de Montehermoso y aya de infantes reales de España. Perteneció a una familia de recio abolengo, poseedora de los mayorazgos de su madre María Eustaquia de Chávarri y Viguria.

## Biografía
María Antonia de Salcedo fue bautizada el 9 de marzo de 1664 en la basílica de Nuestra Señora de Arre, cerca de Pamplona. Hija de Antonio Ildefonso Salcedo y Arbizu, de origen soriano y caballero de Alcántara, y María Eustaquia de Chávarri y Viguria,  heredera de los mayorazgos de Chávarri y Viguria El de Chávarri comprendía la casa palacio de Chávarri de Estella, situado en la calle de la Rúa, el patronato del convento de Agustinos de Estella con capilla y entierro propios de la familia, y los títulos de merino mayor y justicia mayor de Estella. El de Viguria comprendía los palacios de cabo de armería, con asiento y voto en Cortes de Navarra de Oyanederra, Viguria y Aguinaga, y la Venta de Erroz, todo ello en Navarra.
Se casó con Vicente José Francisco de Aguirre el 25 de octubre de 1682, cuando contaba 18 años, en la parroquia de San Nicolás de Soria. Su vida de casada se inició en la residencia de su marido, el palacio de los Aguirre de Vitoria, situado en la calle Santa María. Su esposo no llegó a heredar a su padre porque murió antes que él. Fue regidor del Ayuntamiento de Vitoria en 1686.
Tuvieron tres hijos: Pedro Ignacio Joseph (1684) que murió siendo niño; Francisco Antonio (1685) el sucesor de sus padres en títulos y mayorazgos y Manuel Antonio Juan (1686). Quedó viuda bastante joven, hacia 1690. De los hijos que tuvo, tan solo sobrevivió el mediano, Francisco Antonio, que fue el heredero de los mayorazgos de sus padres.
Cuando el 1 de febrero de 1701 llegó a Vitoria Felipe V para hacerse cargo del trono de España, se alojó durante dos días en el palacio de los  Aguirre. En 1707 Felipe V nombró a María Antonia aya o gobernadora del hijo primogénito que tuvo con María Luisa de Saboya, el futuro Luis I, cargo que ocupó hasta 1715 en que fue nombrada mayordomo y señora de honor de la segunda esposa de Felipe V, la reina Isabel de Farnesio.
El 15 de agosto de 1708 le fue concedida la gracia de un título de Navarra, marquesa de Montehermoso, concesión que fue efectiva a partir del 14 de diciembre de 1714.
Desde su nombramiento en 1707 como aya del príncipe Luis hasta su muerte en 1737, residió habitualmente en palacio, en Madrid, y con ella, sus hijos y algunos nietos. Durante esos treinta años hizo vida de carmelita descalza, vistiendo incluso el hábito de dicha orden. Fue enterrada en las Descalzas Reales de Madrid.
Desde 1715, el príncipe Luis ya no estuvo a su cargo, al haber pasado al nuevo ayo, el cardenal Júdice. Pero el príncipe, que solamente contaba 7 años y acababa de perder a su madre el año anterior, siguió muy unido a la marquesa a quien incluso llamaba madre y en cuyos brazos murió, siendo rey, en 1724.
De 1716 a 1723, la marquesa fue aya del príncipe Carlos (futuro Carlos III), quien también le profesó gran cariño. Después de la marquesa, la educación del príncipe pasó a manos del hijo de ella, el futuro II marqués de Montehermoso: Francisco Antonio de Aguirre y Salcedo.
Durante la guerra de Sucesión, en 1710, la reina María Luisa de Saboya junto con su hijo primogénito Luis y la marquesa de Montehermoso se refugiaron en Vitoria en el palacio de los Aguirre, desde el 1 de octubre hasta el 20 de diciembre.
El día de San Buenaventura de 1737, 15 de julio, murió la marquesa, como ella misma había predicho. Su muerte fue muy llorada en la Corte debido al gran cariño que se le tenía.
En su testamento, hecho en Madrid el 29 de mayo de 1737, además de dejar sus mayorazgos a su hijo Francisco Antonio, unía “una cruz de oro con cinco diamantes grandes, un libro en que S.M. aprendió a leer en que hay puestos algunos renglones y firma de su Real mano, con que se dignó regalarme, y una caja de oro guarnecida de diamantes que también fue de S.M.”
También dejó a su hijo una cruz de oro con un Lignum Crucis dentro, que fue del padre de María Antonia, y “una frasquera de plata que fue del Rey de las Dos Sicilias Don Carlos”.